# Odontophorus speciosus
El  corcovado pechirrufo (Odontophorus speciosus) es una especie de ave de la familia Odontophoridae. 
Se lo encuentra en Bolivia, Ecuador, y Perú. Vive principalmente en las laderas orientales de los Andes, entre los 800 a 2000 m s. n. m., y en el lado del Perú, sobrepasa esa altitud. Su hábitat natural son los bosques montanos húmedos subtropicales o tropicales.
Se la ha catalogado como una especie casi amenazada como resultado de una disminución de la población prevista de 25-30% en las próximas generaciones debido a amenazas como la fragmentación del hábitat y la caza excesiva.

### Alimentación
La codorniz corcovada pechirrufo come diversas clases de insectos y frutos secos, especialmente en verano, así como semillas de gramíneas y las hojas de esas plantas. A diferencia de muchas otras especies de aves, requieren una dieta alta en proteínas.

### Subespecies
- O. s. soderstromii Lönnberg & Rendahl, 1922 – extremo S Colombia (SE Nariño) y E & S Ecuador.
- O. s. speciosus Tschudi, 1843 – N & C Perú (Amazonas S hasta Ayacucho).
- O. s. loricatus Todd, 1932 – SE Perú (Cuzco) hasta Bolivia (E hasta Santa Cruz).